# Llista de monuments de Valldemossa
Llista de monuments de Valldemossa catalogats pel consell insular de Mallorca com a Béns d'Interès Cultural en la categoria de monuments pel seu interès històric, artístic, arquitectònic, arqueològic, històric-industrial, etnològic, social, científic o tècnic.
| Monument                                                       | Tipus                | Localització                               | Coordenades                                          | Codi?               | Imatge |
| -------------------------------------------------------------- | -------------------- | ------------------------------------------ | ---------------------------------------------------- | ------------------- | --- |
| Creu de la Vila de Dalt, o Creu de l'Abeurador                 | Creus de terme       | Valldemossa Plaça de Ramon Llull           | 39° 42′ 37″ N, 2° 37′ 21″ E / 39.710303°N,2.622454°E | RI-51-0010418       | Creu de la Vila de Dalt (Valldemossa) · Vegeu més fotos d'aquest monument · Carregueu una nova foto d'aquest monument               |
| Creu devall es Fossar                                          | Creus de terme       | Valldemossa Plaça de Santa Catalina Thomas | 39° 42′ 36″ N, 2° 37′ 31″ E / 39.71006°N,2.625314°E  | RI-51-0010419       | Creu devall es Fossar (Valldemossa) · Vegeu més fotos d'aquest monument · Carregueu una nova foto d'aquest monument                 |
| Palau del Rei Sanxo / Can Mirabò                               | Edif. residencials   | Valldemossa                                | 39° 42′ 33″ N, 2° 37′ 22″ E / 39.709163°N,2.622752°E | RI-51-0008529       | Palau del Rei Sanxo (Valldemossa) · Vegeu més fotos d'aquest monument · Carregueu una nova foto d'aquest monument                   |
| Son Galceran                                                   | Arq. defensiva       | Valldemossa Carretera Ma-10                | 39° 43′ 59″ N, 2° 36′ 32″ E / 39.733052°N,2.608949°E | RI-51-0008530       | Son Galceran (Valldemossa) · Modifica el valor a Wikidata · Carregueu una nova foto d'aquest monument                               |
| Son Gual                                                       | Arq. defensiva       | Valldemossa Carrer de Lluís Vives          | 39° 42′ 45″ N, 2° 37′ 26″ E / 39.712371°N,2.623774°E | RI-51-0008531       | Son Gual (Valldemossa) · Modifica el valor a Wikidata · Carregueu una nova foto d'aquest monument                                   |
| Son Mas Pla del Rei                                            | Arq. defensiva       | Valldemossa Carretera Ma-1131              | 39° 42′ 56″ N, 2° 36′ 12″ E / 39.715507°N,2.603266°E | RI-51-0008532       | Son Mas Pla del Rei (Valldemossa) · Modifica el valor a Wikidata · Carregueu una nova foto d'aquest monument                        |
| Cartoixa de Jesús de Natzaret                                  | Edif. religiosos     | Valldemossa                                | 39° 42′ 34″ N, 2° 37′ 20″ E / 39.709349°N,2.6221°E   | RI-53-0000128       | Cartoixa de Jesús de Natzaret (Valldemossa) · Vegeu més fotos d'aquest monument · Carregueu una nova foto d'aquest monument         |
| Son Moragues, lloc històric de s'Arxiduc V                     | Edif. residencials   | Valldemossa                                | 39° 42′ 50″ N, 2° 36′ 42″ E / 39.713965°N,2.611666°E | RI-54-0000054-00005 | Son Moragues (Valldemossa) · Carregueu una nova foto d'aquest monument                                                              |
| Miramar, lloc històric de s'Arxiduc VI                         | Edif. residencials   | Valldemossa                                | 39° 44′ 21″ N, 2° 37′ 03″ E / 39.739105°N,2.617559°E | RI-54-0000054-00006 | Miramar (Valldemossa) · Vegeu més fotos d'aquest monument · Carregueu una nova foto d'aquest monument                               |
| S'Estaca, lloc històric de s'Arxiduc VII                       | Edif. residencials   | Valldemossa                                | 39° 44′ 00″ N, 2° 36′ 15″ E / 39.733437°N,2.604077°E | RI-54-0000054-00007 | Carregueu una nova foto d'aquest monument                                                                                           |
| Sa Font Figuera, lloc històric de s'Arxiduc IX                 | Edif. residencials   | Valldemossa                                | 39° 43′ 32″ N, 2° 35′ 54″ E / 39.725615°N,2.598217°E | RI-54-0000054-00009 | Carregueu una nova foto d'aquest monument                                                                                           |
| Can Costa, lloc històric de s'Arxiduc X                        | Edif. residencials   | Valldemossa                                | 39° 43′ 25″ N, 2° 36′ 19″ E / 39.723530°N,2.605160°E | RI-54-0000054-00010 | Carregueu una nova foto d'aquest monument                                                                                           |
| Sa Torre de Can Costa, lloc històric de s'Arxiduc XI           | Edif. residencials   | Valldemossa                                | 39° 43′ 25″ N, 2° 36′ 16″ E / 39.723735°N,2.604575°E | RI-54-0000054-00011 | Sa Torre de Can Costa (Valldemossa) · Modifica el valor a Wikidata · Carregueu una nova foto d'aquest monument                      |
| Son Ferrandell, lloc històric de s'Arxiduc XII                 | Edif. residencials   | Valldemossa                                | 39° 42′ 05″ N, 2° 35′ 15″ E / 39.701340°N,2.587568°E | RI-54-0000054-00012 | Carregueu una nova foto d'aquest monument                                                                                           |
| Via antiga des Coll d'en Claret                                | Monument arqueològic | Valldemossa                                |                                                      | RI-51-0002998       | Carregueu una nova foto d'aquest monument                                                                                           |
| Resta prehistòrica de sa Coma / Sementer de Ca s'Hereu         | Monument arqueològic | Valldemossa                                | 39° 42′ 35″ N, 2° 37′ 53″ E / 39.709615°N,2.631452°E | RI-51-0002999       | Carregueu una nova foto d'aquest monument                                                                                           |
| Talaiot de sa Coma / ses Castanyeres                           | Monument arqueològic | Valldemossa                                | 39° 42′ 41″ N, 2° 38′ 10″ E / 39.711431°N,2.636109°E | RI-51-0003000       | Carregueu una nova foto d'aquest monument                                                                                           |
| Cova de ses Coves Negres                                       | Monument arqueològic | Valldemossa                                | 39° 42′ 57″ N, 2° 35′ 16″ E / 39.715774°N,2.587646°E | RI-51-0003001       | Carregueu una nova foto d'aquest monument                                                                                           |
| Ses Coves de sa Torre des Moro de Miramar                      | Monument arqueològic | Valldemossa                                | 39° 44′ 28″ N, 2° 37′ 06″ E / 39.741108°N,2.618435°E | RI-51-0003002       | Carregueu una nova foto d'aquest monument                                                                                           |
| Pastoritx / Son Pretxana                                       | Monument arqueològic | Valldemossa                                | 39° 41′ 53″ N, 2° 38′ 48″ E / 39.697967°N,2.646666°E | RI-51-0003003       | Carregueu una nova foto d'aquest monument                                                                                           |
| Cova des Pla des Pouet / Cova de s'Estret de Son Gallard       | Monument arqueològic | Valldemossa                                | 39° 43′ 41″ N, 2° 37′ 30″ E / 39.728065°N,2.624925°E | RI-51-0003004       | Carregueu una nova foto d'aquest monument                                                                                           |
| Conjunt prehistòric de Son Ferrandell / na Palerm              | Monument arqueològic | Valldemossa                                | 39° 41′ 49″ N, 2° 34′ 39″ E / 39.696816°N,2.577494°E | RI-51-0003005       | Carregueu una nova foto d'aquest monument                                                                                           |
| Resta prehistòrica de Son Ferrandell / Puig de sa Moneda       | Monument arqueològic | Valldemossa                                | 39° 42′ 16″ N, 2° 34′ 42″ E / 39.704487°N,2.578393°E | RI-51-0003006       | Carregueu una nova foto d'aquest monument                                                                                           |
| Talaiot de Son Ferrandell / Talaiot del Dimoni                 | Monument arqueològic | Valldemossa                                |                                                      | RI-51-0003007       | Carregueu una nova foto d'aquest monument                                                                                           |
| Conjunt prehistòric de Son Ferrandell / ses Costes             | Monument arqueològic | Valldemossa                                | 39° 42′ 08″ N, 2° 34′ 53″ E / 39.702236°N,2.581311°E | RI-51-0003008       | Carregueu una nova foto d'aquest monument                                                                                           |
| Resta prehistòrica de Son Maixella / Sementer de sa Carretera  | Monument arqueològic | Valldemossa                                | 39° 40′ 03″ N, 2° 38′ 53″ E / 39.667471°N,2.647987°E | RI-51-0003009       | Carregueu una nova foto d'aquest monument                                                                                           |
| Resta prehistòrica des Pla del Rei                             | Monument arqueològic | Valldemossa                                | 39° 42′ 51″ N, 2° 36′ 15″ E / 39.714300°N,2.604221°E | RI-51-0003010       | Carregueu una nova foto d'aquest monument                                                                                           |
| Resta prehistòrica de Son Matge                                | Monument arqueològic | Valldemossa                                | 39° 41′ 34″ N, 2° 37′ 56″ E / 39.692768°N,2.632125°E | RI-51-0003011       | Resta prehistòrica de Son Matge (Valldemossa) · Vegeu més fotos d'aquest monument · Carregueu una nova foto d'aquest monument       |
| Talaiot de Son Olesa / sa Planeta des Verger                   | Monument arqueològic | Valldemossa                                | 39° 42′ 01″ N, 2° 35′ 58″ E / 39.700219°N,2.599402°E | RI-51-0003012       | Carregueu una nova foto d'aquest monument                                                                                           |
| Talaiot de Son Olesa / Rota de Son Sabater                     | Monument arqueològic | Valldemossa 3013                           | 39° 42′ 12″ N, 2° 35′ 01″ E / 39.703326°N,2.583637°E | RI-51-0003013       | Talaiot de Son Olesa / Rota de Son Sabater (Valldemossa) · Modifica el valor a Wikidata · Carregueu una nova foto d'aquest monument |
| Turó fortificat de Son Olesa / Penya de sa Rota de Son Sabater | Monument arqueològic | Valldemossa                                | 39° 42′ 29″ N, 2° 35′ 00″ E / 39.708118°N,2.583258°E | RI-51-0003014       | Carregueu una nova foto d'aquest monument                                                                                           |
| Resta prehistòrica de Son Pax / sa Torreta                     | Monument arqueològic | Valldemossa                                | 39° 40′ 35″ N, 2° 38′ 11″ E / 39.676463°N,2.636281°E | RI-51-0003015       | Carregueu una nova foto d'aquest monument                                                                                           |
| Talaiot de Son Puig / s'Abeurador des Bous                     | Monument arqueològic | Valldemossa                                | 39° 40′ 45″ N, 2° 38′ 38″ E / 39.679298°N,2.643834°E | RI-51-0003016       | Carregueu una nova foto d'aquest monument                                                                                           |
| Cova de Son Puig / sa Gravillera                               | Monument arqueològic | Valldemossa                                | 39° 40′ 55″ N, 2° 38′ 23″ E / 39.681880°N,2.639774°E | RI-51-0003017       | Carregueu una nova foto d'aquest monument                                                                                           |
| Talaiot de Son Puig / sa Rota des Pou                          | Monument arqueològic | Valldemossa                                | 39° 40′ 42″ N, 2° 38′ 57″ E / 39.678422°N,2.649086°E | RI-51-0003018       | Carregueu una nova foto d'aquest monument                                                                                           |
| Cova de Son Salvat / sa Gruta                                  | Monument arqueològic | Valldemossa                                |                                                      | RI-51-0003019       | Carregueu una nova foto d'aquest monument                                                                                           |
| Resta prehistòrica de sa Talaia / es Bosc des Moro             | Monument arqueològic | Valldemossa                                | 39° 41′ 40″ N, 2° 36′ 46″ E / 39.694416°N,2.612650°E | RI-51-0003020       | Carregueu una nova foto d'aquest monument                                                                                           |

1. 1 2  La Cartoixa de Jesús de Natzaret és un conjunt històric que inclou com a monument singular el Palau del Rei Sanxo o Can Mirabò
2. 1 2 3 4 5 6 7 8 9  El lloc històric de s'Arxiduc inclou diferents possessions de Deià i Valldemossa (vegeu també la llista de monuments de Deià). Alguns dels elements inclosos en el conjunt del lloc històric estan classificats com a monuments d'arquitectura defensiva.